# لورین سی. میلر
لورین سی. میلر (انگلیسی: Lorraine Miller؛ زادهٔ ۱ ژانویهٔ ۱۹۵۳) سیاستمدار اهل ایالات متحده آمریکا و فورت ورث، تگزاس است. میلر سی و پنجمین کارمند مجلس نمایندگان ایالات متحده آمریکا بوده‌است.

## زندگی‌نامه
او اهل فورت ورث، تگزاس است. او در کالج کریستین جاروین تحصیل کرد و سپس به دانشگاه نورث تگزاس منتقل شد و در سال ۱۹۷۵ مدرک علوم سیاسی گرفت.

## فعالیت‌ها
لورین سی. میلر اولین کارمند زن سیاهپوست آمریکایی مجلس نمایندگان ایالات متحده آمریکا است که از سال ۲۰۰۷ تا ۲۰۱۱ خدمت کرده‌است.
او اکنون یک کارگزار تبلیغی است و یک  بنگاه املاک و مستغلات دارد. میلر از سال ۲۰۰۸ عضو هیئت مدیره انجمن ملی پیشرفت رنگین‌پوستان بوده. میلر تا قبل از پایان خدمتش در مجلس نمایندگان در ۲۰۰۷ مدیر روابط بین دولتی نانسی پلوسی، رهبر اقلیت، کنگره آمریکا بوده‌است.